# Mr. Know It All
Mr. Know It All – ballada pop-rockowa amerykańskiej wokalistki Kelly Clarkson. Utwór został napisany przez Briana Kennedy’ego, Ester Dean, Bretta Jamesa, i Dantego Jonesa. 5 września 2011 roku został wydany jako pierwszy singel z piątego albumu studyjnego „Stronger” (2011).
Kompozycja dotarła na pozycję #10 w Stanach Zjednoczonych i stała się dziewiątym singlem Clarkson, który uplasował się w Top 10 Billboardu. „Mr. Know It All” jest pierwszym singlem artystki, który zdobył szczyt notowania w samej Australii.

## Kompozycja i tło
Podczas wywiadu z Ryanem Seacrestem, Clarkson wspomniała, że „Mr. Know It All” jest ostatnią piosenką jaką nagrała w lutym 2011 w Nashville. Po występie na żywo, podczas krótkiego wywiadu, uzasadniła decyzję wyboru kompozycji na pierwszy singel z albumu: „jeszcze nigdy nie nagrałam żadnej piosenki podobnej do tej”. Później dodała: „Po drugie dlatego, że według mnie różni się od mojego pierwszego singla. Zazwyczaj idziemy za hymnem, gitarowym brzmieniem piosenek. Ta kompozycja jest różna... Jest bardzo bezczelna przez co uczyni album milszym” tak samo jak „Never Again” (2007) oraz „My Life Would Suck Without You” (2009)”. 17 sierpnia 2011 roku, Clarkson poinformowała, iż pierwszym singlem z albumu będzie właśnie „Mr. Know It All” i zostanie zrealizowany pod koniec miesiąca. 26 sierpnia piosenka była dostępna w sieci. Oficjalna premiera utworu odbyła się 29 sierpnia w australijskim radiu. 30 października o godzinie 5:30 czasu amerykańskiego, piosenka została umieszczona na oficjalnej stronie artystki. 5 września 2011 roku utwór był dostępny w postaci digital download.
„Mr. Know It All” to kompozycja mid tempo pop z wpływem R&B. Clarkson opisuje tę piosenkę jako: „różną od innych singli, gdyż tekst nie jest tylko o ludzkich relacjach”. Sama przyznaje, iż posiada listę osób, które ją zawiodły. Twierdzi, iż piosenka jest o ludzkiej ignorancji oraz o ludziach, którym się wydaje, że wiedzą o innych wszystko.

## Ocena
Utwór otrzymał różnorakie, pozytywne oceny. Po usłyszeniu singla, MTV News skomentowało utwór: „Ta kompozycja to typowe połączenie Clarkson; zadziorna, prosta z ostrą melodią i śpiewającymi chórami.” Entertainment Weekly napisał: „Kochamy również to, Kelly. W szczególności odtąd, odkąd nie jesteśmy zaangażowani uczuciowo z facetem”. Billboard oświadczył, iż: „tekst tego utworu prawdopodobnie jest jednym z bardziej pyskatych i pełnych siły (jak fani oczekiwali od samej artystki), ale muzykalnie „Mr. Know It All” jest trochę słabsze. Zamiast rockowo ostrej energii, singel rozpoczyna się średnim tempem z dotknięciem fortepianu i subtelnych sznurków”. Kanał muzyczny VH1 niechętnie przyznał pozytywną ocenę, a ponadto dodał: „Nie będziemy kłamać. Ballada mid-tempo nie jest naszą ulubioną w jej (Kelly) dorobku muzycznym i chcemy by jej głos był mieszany wyżej, ale pomimo to nie będziemy krytykować utworu”.
Inny krytycy uznali, iż kompozycja uderzająco przypomina „Doesn’t Mean Anything” Alicii Keys oraz „Just the Way You Are” Bruno Marsa.

## Sukces komercyjny

### USA i Kanada
„Mr. Know It All” zadebiutował na miejscu #30 na Billboard Adult Pop Songs zaledwie kilka godzin po premierze. Dotarł do miejsca pierwszego. Zadebiutował także na Billboard Hot 100 na pozycji #18 i stał się drugim najwyżej debiutującym singlem w karierze Clarkson (po pozycji #8 z singlem „Never Again” w 2007 roku). Utwór dotarł na pozycję #10 i stał się dziewiątym, który uplasował się w Top 10 Billboardu. W tym samym czasie zadebiutował na Billboard Digital Songs uplasowując się na pozycji #9 z 107 000 ilością pobrań. Na Billboard Pop Songs zajął pozycję #29. W Kanadzie utwór zadebiutował na pozycji #24, by siedem tygodni później zdobyć najwyższą – #11 pozycję.

### Australia i Oceania
26 września 2011 roku „Mr. Know It All” zadebiutował na pierwszym miejscu australijskiego notowania ARIA Singles Chart. Singel stał się pierwszym numerem jeden w tym kraju oraz ósmym w Top 10 w Australii. Również w tym samym czasie zadebiutował na notowaniu RIANZ Singles Chart w Nowej Zelandii na pozycji #17. Trzy tygodnie później objął najwyższą pozycję – #8.

## Pozycje na listach
| Lista przebojów (2011)                                 | Najwyższa pozycja |
| ------------------------------------------------------ | ----------------- |
| Australia (ARIA)                                       | 1                 |
| Austria (Media Control AG)                             | 26                |
| Belgia (Ultratop Flamandia)                            | 56                |
| Belgia (Ultratop Wallonia)                             | 64                |
| Białoruś (Official Singles Charts)                     | 7                 |
| Boliwia (Official Singles Chart)                       | 15                |
| Brazylia (Billboard Brasil)                            | 31                |
| Bułgaria (Top 40 Singles)                              | 7                 |
| Chorwacja (YE)                                         | 7                 |
| Chiny (Official Singles Chart)                         | 15                |
| [A] Estonia (Eesti Top 40)                             | 1                 |
| Filipiny (Official Singles Chart)                      | 1                 |
| Finlandia (Suomen virallinen lista)                    | 13                |
| Guam (Official Singles Chart)                          | 13                |
| Holandia (MEGA Singles Top 100)                        | 90                |
| Hongkong (Singles Top 20)                              | 1                 |
| Indonezja (LIMA)                                       | 1                 |
| Irlandia (IRMA)                                        | 14                |
| Izrael (Official Singles Chart)                        | 14                |
| Kanada (Billboard Canadian)                            | 11                |
| Korea Południowa (GAON)                                | 35                |
| Kostaryka (Top 40 Singles)                             | 28                |
| Libia (NRJ Lebonon)                                    | 15                |
| Macedonia (Official Singles Charts)                    | 13                |
| Malezja (RIM)                                          | 3                 |
| Mauritius (Official Singles Chart)                     | 7                 |
| Niemcy (Media Control AG)                              | 18                |
| Nowa Zelandia (Media Control AG)                       | 8                 |
| Niue (Official Singles Chart)                          | 18                |
| Peru (Official Singles Chart)                          | 4                 |
| Polska (APCCHART)                                      | 18                |
| [A] Polska (ZPAV)                                      | 11                |
| Południowa Afryka (RiSa)                               | 14                |
| Słowacja (IFPI)                                        | 34                |
| Słowenia (Official Singles Charts)                     | 7                 |
| Sri Lanka (Official Singles Chart)                     | 28                |
| Szkocja (The Official Charts Company)                  | 4                 |
| [A] Szwecja (Nilsen Company)                           | 10                |
| Szwajcaria (Media Control AG)                          | 22                |
| Tajwan (Official Singles Chart)                        | 4                 |
| Węgry (Mahasz)                                         | 27                |
| U.S.A (Billboard)                                      | 10                |
| [A]U.S.A (Nilsen Company)                              | 11                |
| Ukraina (Official Singles Chart)                       | 29                |
| UK (The Official Charts Company)                       | 4                 |
| [A] UK (IFPI)                                          | 12                |
| Zjednoczone Emiraty Arabskie (Official Singles Charts) | 6                 |
| Lista przebojów (2012)                                 | Najwyższa pozycja |
| Tajlandia (Official Singles Chart)                     | 1                 |
| Turcja (Billboard Türkiye)                             | 4                 |

## Teledysk
Nagrywanie wideoklipu rozpoczęto 25 sierpnia 2011 roku w Nashville. Klip został wyreżyserowany przez Justina Francisa. Jego oficjalna premiera odbyła się 26 września na kanale VEVO. Na początku pokazana jest Kelly siedząca na walizce, na tle wycinków z gazet, które opisują jej karierę muzyczną i życie osobiste. Następnie stoi i śpiewa do mężczyzny, stojącego przed nią. W kolejnej scenie ukazana jest także na tle gazet, lecz w oddali, a za nimi widać cienie muzyków jej zespołu. W kolejnym ujęciu ogląda w Google TV fragment wideoklipu do piosenki „I Do Not Hook Up”, czyta artykuł o swoim nowym singlu, i śmieje się sarkastycznie z plotek na swój temat. Następnie pakuje swoje ubrania do walizki i opuszcza pomieszczenie w którym przebywała wraz ze wspomnianym wcześniej mężczyzną. W dalszych ujęciach pokazana jest Kelly ubrana w aksamitną suknię i z piórami we włosach. W końcowym ujęciu zrywa wycinki prasowe ze ściany, odsłaniając piękną dolinę i drogę, na którą przechodzi wraz z walizką.

## Wykonania na żywo
Clarkson wykonała utwór po raz pierwszy 10 września 2011 roku podczas festiwalu Stars on free w Berlinie. Kolejne wykonania miały miejsce m.in. w programie The Tonight with Jay Leno 20 września 2011 r., The X-Factor 28 września, czy Dancing with the Stars 18 października. Piosenka została wykonana także w programie stacji NBC Today dnia 25 października, oraz podczas American Music Awards. Kelly wystąpiła także w programie Saturday Night Live gdzie także zaśpiewała. Akustyczną wersję piosenki zaprezentowano 9 stycznia 2012 roku podczas Sony Keynote na targach CES 2012. 9 czerwca 2012, kolejne wykonanie nastąpiło na Stadionie Wembley podczas festiwalu Summertime Ball, gdzie wystąpili m.in. zespoły Coldplay i The Wanted, raperzy Flo Rida, Pitbull i Usher, a także wokaliści solowi, Jessie J, Justin Bieber czy Katy Perry.

## Personel
- Kelly Clarkson – wokal
- Ester Dean – koproducent, tekst
- Andre Fappier – gitara
- Brett James – tekst
- Dante Jones – producent, tekst
- Brian Kennedy – instrumenty klawiszowe, producent, programowanie
- Brian Seals – tekst
- Sean Tallman – rejestr
- Dewain Whitmore – rejestr głosu

## Lista utworów
Digital Download
1. „Mr. Know It All” – 3:52

Country Version/Digital
1. „Mr. Know It All” – 3:38

CD Single
1. „Mr. Know It All” – 3:52
2. „My Life Would Suck Without You (Chriss Ortega Radio Mix)” – 3:40

UK Digital/CD Single
1. „Mr. Know It All (Radio Edit)” – 3:52
2. „My Life Would Suck Without You (Chriss Ortega Radio Mix)” – 3:40

- A ^ Notowanie Airplay.